# Período 3 (química)
O Período 3 é um dos períodos da tabela periódica dos elementos químicos. O terceiro período contém oito elementos: sódio, magnésio, alumínio, silício, fósforo, enxofre, cloro e argônio. Os dois primeiros, sódio e magnésio, são, ambos, membros do bloco s da tabela periódica, enquanto os demais são membros do bloco p. Todos os elementos do período 3 ocorrem naturalmente (leia-se "não-artificialmente"), e têm, pelo menos, um isótopo estável. A tabela periódica é organizada em linhas para ilustrar tendências recorrentes no comportamento químico dos elementos, à medida que seu número atômico aumenta: um período se encerra quando o comportamento químico começa a se repetir, o que significa que elementos com comportamento semelhante se enquadram nas mesmas colunas verticais.

## Estrutura atômica
Em uma descrição na mecânica quântica da estrutura atômica, esse período corresponde ao acúmulo de elétrons na terceira camada (n = 3), mais especificamente preenchendo suas subcamadas 3s e 3p. Existe uma subcamada 3d, mas — conforme o Princípio de Aufbau — ela não é preenchida até o 4o período. Isso faz com que todos os oito elementos sejam análogos aos elementos do período 2, na mesma sequência. A regra do octeto geralmente se aplica ao período 3 da mesma forma que aos elementos do período 2, porque a subcamada 3d não atua.

## Elementos

### Sódio
Sódio (de símbolo Na, na tabela periódica) é um metal branco-prateado, altamente reativo, e é um membro dos metais alcalinos; seu único isótopo estável é o 23 Na. É um elemento abundante que existe em vários minerais, como feldspatos, sodalita e sal-gema. Muitos sais de sódio são altamente solúveis em água e, portanto, estão presentes em quantidades significativas nos corpos d'água da Terra, mais abundantemente nos oceanos, como cloreto de sódio.
Muitos compostos de sódio são úteis, como o hidróxido de sódio (conhecido como a soda cáustica) para a fabricação de sabão, e o cloreto de sódio (mencionado acima) para uso como agente de degelo e nutriente. O mesmo íon também é um componente de muitos minerais, como o nitrato de sódio.
O metal livre (ou sódio elementar) não ocorre naturalmente, e costuma ser preparado a partir de compostos de sódio. O sódio elementar foi isolado pela primeira vez por Humphry Davy em 1807, a partir da eletrólise do hidróxido de sódio.

### Magnésio
Magnésio (símbolo Mg) é um metal alcalino-terroso, e tem número de oxidação comum, +2. É o oitavo elemento mais abundante na crosta terrestre  e o nono mais abundante no universo.  O magnésio é o quarto elemento mais comum na Terra, como um todo (atrás, apenas, do ferro, oxigênio e silício), constituindo 13% da massa do planeta e uma grande fração do manto do planeta. É relativamente abundante porquese forma, facilmente, em estrelas supernovas por adições sequenciais de três núcleos de hélio ao carbono (que é composto de três núcleos de hélio). Devido à alta solubilidade do íon magnésio na água, ele é o terceiro elemento mais abundante dissolvido na água do mar. 
O elemento livre (metal) não se forma naturalmente na Terra, pois é altamente reativo (embora, uma vez produzido, seja revestido por uma fina camada de óxido - conforme sua passivação - que mascara parcialmente essa reatividade). O metal queima com uma luz branca brilhante, característica, o que o torna um ingrediente útil em sinalizadores. O metal é obtido, majoritariamente, por eletrólise de sais de magnésio, que, por sua vez, são obtidos da salmoura. Comercialmente, o principal uso do metal é como um agente de liga para fazer ligas de alumínio e magnésio, chamadas de "magnálio", ou, ainda, "magnélio". Como o magnésio é menos denso que o alumínio, essas ligas são valorizadas por sua relativa leveza e resistência.
Os íons de magnésio têm um sabor ácido e, quando em baixas concentrações, ajudam a dar acidez às águas minerais frescas.

### Alumínio
Alumínio (símbolo Al) é um metal branco-prateado do grupo do boro de elementos químicos, e um metal do bloco p.  O alumínio não é solúvel em água, em circunstâncias ordinárias. O alumínio é o terceiro elemento mais abundante (depois do oxigênio e do silício), e o metal mais abundante na crosta terrestre. Representa cerca de 8% do peso da superfície sólida da Terra. O metal alumínio é quimicamente muito reativo para ocorrer nativamente. Em vez disso, ele é encontrado combinado em mais de 270 minerais diferentes.  O principal minério de alumínio é a bauxita.
O alumínio se destaca pela sua baixa densidade, e pela sua capacidade de resistir à corrosão, devido ao fenômeno da passivação. Componentes estruturais feitos de alumínio e de suas ligas são vitais para a indústria aeroespacial, e são importantes em outras áreas de transporte, além de materiais estruturais. Os compostos mais úteis do alumínio são seus óxidos e sulfatos.

### Silício
Silício (símbolo Si) é um metalóide do Grupo 14. Ele é menos reativo que seu análogo químico, o carbono, o não-metal (ou ametal) diretamente acima dele na tabela periódica, mas é mais reativo que ogermânio, o metaloide diretamente abaixo dele na tabela. A controvérsia sobre o caráter do silício data desde sua descoberta: o silício foi preparado e caracterizado pela primeira vez em sua forma pura, em 1824, e recebeu o nome de "silicium" (em latim: silicis, "sílex"), com um sufixo "-ium", para sugerir que era um metal. Entretanto, seu nome final, sugerido em 1831, reflete os elementos quimicamente mais semelhantes, o carbono e o boro.
O silício é o oitavo elemento mais comum no universo, mas raramente ocorre como elemento livre, na natureza. É mais amplamente distribuído em poeiras, areias, planetoides e planetas como várias formas de dióxido de silício (sílica), ou silicatos. Mais de 90% da crosta terrestre é composta por silicatos, tornando o silício o segundo elemento mais abundante na crosta terrestre (cerca de 28% em massa), depois, apenas, do oxigênio. 
O elemento silício também tem um grande impacto na economia mundial. Embora a maior parte do silício livre seja usada nas indústrias de refino de aço, e fundição de alumínio, a porção pequena de silício altamente purificado que é usada em eletrônicos semicondutores (< 10%) é ainda mais crítica. Devido ao amplo uso do silício em circuitos integrados, a base da maioria dos computadores, grande parte da tecnologia moderna depende dele.

### Fósforo
O fósforo (símbolo P) é um não metal multivalente, do grupo do nitrogênio.  O fósforo, como mineral, está quase sempre presente em seu estado de oxidação máxima (pentavalente), em rochas fosfáticas inorgânicas. O fósforo elementar existe em duas formas principais — fósforo branco e fósforo vermelho — mas, devido à sua alta reatividade, o fósforo não é encontrado como um elemento livre na Terra.
A primeira forma de fósforo elementar a ser produzida (o fósforo branco, em 1669) emite um brilho fraco quando exposto ao oxigênio – daí seu nome, cuja etimologia se dá pela mitologia grega,"phosporos" (Φωσφόρος) significando "portador da luz" (latim: Lúcifer), referindo-se à " Estrela da Manhã ", o planeta Vênus. Embora o termo "fosforescência ", que seria um brilho após a iluminação, derive dessa propriedade do fósforo, o brilho do fósforo se origina da oxidação do fósforo branco (mas não vermelho), e deve ser chamado de quimioluminescência. É, também, o elemento mais leve para produzir facilmente exceções estáveis à regra do octeto.
A grande maioria dos compostos de fósforo é utilizada como fertilizantes. Outras aplicações incluem o papel dos compostos organofosforados em detergentes, pesticidas, agentes nervosos e fósforos. 

### Enxofre
Enxofre (símbolo S) é um não-metal multivalente abundante, e um dos calcogênios (lit. "gerado por pedra"). Em condições normais, os átomos de enxofre formam moléculas octatômicas cíclicas, com fórmula química S 8. O elemento enxofre é um sólido cristalino amarelo brilhante, quando em temperatura ambiente. Quimicamente, o enxofre pode reagir como um oxidante, ou um agente redutor. Ele oxida a maior parte dos metais e não metais, incluindo o carbono, o que leva à sua carga negativa na maioria dos compostos organossulfurados, mas reduz vários oxidantes fortes, como oxigênio e flúor.
Na natureza, o enxofre pode ser encontrado tanto como elemento puro, como em minerais, na forma de sulfeto e sulfato. Cristais do enxofre elementar são comumente procurados por colecionadores de minerais, por suas formas poliédricas de cores brilhantes. Sendo abundante na sua forma nativa, o enxofre era conhecido na antiguidade, mencionado por seus usos na Grécia antiga, China e Egito. Vapores de enxofre eram usados como fumigantes; misturas medicinais contendo enxofre eram usadas como bálsamos e antiparasitários. O enxofre é referenciado na Bíblia, n'uma quantia vária (Gn 19,24; Dt 29,23; Is 34,9).  O enxofre foi considerado importante o suficiente para receber seu próprio símbolo alquímico. Era necessário fazer a melhor qualidade de pólvora preta, e os alquimistas levantaram a hipótese de que o pó amarelo brilhante (enxofre) continha algumas das propriedades do ouro, que eles buscavam sintetizar a partir dele. Em 1777, Antoine Lavoisier ajudou a convencer a comunidade científica de que o enxofre era um elemento básico, e não um composto.

### Cloro
O cloro (símbolo Cl) é o segundo halogênio mais leve. Seu elemento forma moléculas diatômicas, sob condições padrão, chamadas dicloro. Ele tem a maior afinidade eletrônica e a maior eletronegatividade de todos os elementos; ergo, o cloro é um forte agente oxidante.
O composto mais comum de cloro, o cloreto de sódio (sal de cozinha), é conhecido desde os tempos antigos; no entanto, por volta de 1630, o gás cloro foi obtido pelo químico e médico belga Jan Baptist van Helmont. A síntese e a caracterização do elemento cloro ocorreu em 1774, pelo químico sueco Carl Wilhelm Scheele, que o chamou de "ar de ácido muriático deflogisticado", pois acreditava ter sintetizado o óxido obtido do ácido clorídrico, considerando que acreditava-se, na época, que os ácidos continham oxigênio, por definição. Vários químicos, incluindo Claude Berthollet, sugeriram que o "ar ácido muriático deflogisticado" de Scheele deveria ser uma combinação de oxigênio e de um elemento ainda não descoberto (cloro), e Scheele nomeou o novo elemento, desse óxido, de muriaticum. A sugestão de que esse gás recém-descoberto era um elemento simples foi feita em 1809 por Joseph Louis Gay-Lussac e Louis-Jacques. Isso foi confirmado em 1810 por Sir Humphry Davy, que o chamou de cloro, da palavra grega χλωρός (chlōros), que significa "verde-amarelo" (de onde vem a palavra "clorofila").
O cloro compõe vários compostos. É o segundo halogênio mais abundante e o 21º elemento mais abundante na crosta terrestre. O grande poder de oxidação do cloro levou-o a ser utilizado na função debranqueador e desinfetante, além de ser um reagente essencial na indústria química/farmacêutica. Como desinfetante comum, compostos de cloro são usados em piscinas, na sua limpeza. Na atmosfera, moléculas que contêm cloro, como os clorofluorcarbonetos, são associadas à destruição da camada de ozônio.

### Argônio
Argônio (símbolo Ar) é o terceiro elemento do grupo 18, ou gases nobres. O argônio é o terceiro gás mais comum na atmosfera da Terra, sendo 0,93%, tornando-o mais comum que o dióxido de carbono (com 0.0427%). Quase todo esse argônio é argônio-40, radiogênico derivado da decomposição do potássio-40 na crosta terrestre. No universo, o argônio-36 é, de longe, o isótopo de argônio mais comum, sendo o isótopo de argônio preferido produzido pela nucleossíntese estelar.
O nome "argônio" é derivado do adjetivo neutro grego ἀργόν (árgón), que significa "preguiçoso" ou "inativo" (de onde vem a palavra "letargia"), já que o elemento quase não sofre reações químicas, sendo um gás nobre, e de configuração eletrônica estável. O octeto completo (oito elétrons) na camada atômica externa torna o argônio estável e resistente à ligação com outros elementos. Sua temperatura de ponto triplo de 83,8058 K é um ponto fixo definidor na Escala Internacional de Temperatura de 1990.
O argônio é produzido industrialmente por meio da destilação fracionada do ar líquido. O argônio é usado principalmente como um gás de proteção, inerte em soldagem, e outros processos industriais de alta temperatura, onde substâncias não-reativas, se tornam reativas. Tomando como exemplo, uma atmosfera de argônio é utilizada em fornos elétricos de grafite, para evitar que o grafite queime. O gás argônio também é utilizado em iluminação incandescente e fluorescente, além de outros tipos de tubos de descarga de gás. O argônio produz um laser de gás, de cor azul-esverdeada, característico.